# Heinrich von Loesch (Journalist)
Heinrich von Loesch (Heinrich Johann Burkhart von Loesch; * 19. Februar 1934 in Berlin) ist ein deutscher Wirtschaftsjournalist.

## Leben
Loesch entstammt einem der verschiedenen genealogischen Zweige der schlesischen und 1863 in den preußischen Adelsstand erhobenen Familie von Loesch. Er ist der Sohn des Ethnologen, Hochschullehrers und Autors Karl Christian von Loesch (1880–1951) und dessen zweiter Ehefrau Maria Fürst (1894–1991).
Im ARD-Hörfunk und -Fernsehen spezialisierte sich Loesch ab 1955 in der Nahost-Berichterstattung aus Kairo (1955/56, 1960). 1963 promovierte er als Volkswirt an der Ludwig-Maximilians-Universität München über die Bevölkerung und Landwirtschaft Ägyptens. 1961/62 war er Feature-Redakteur bei Radio Bremen. Von 1963 bis 1969 berichtete er für Hörfunk und Zeitungen vornehmlich aus dem Mittelmeerraum.
Von 1970 bis 1990 war Loesch Mitarbeiter der Informationsabteilung der UN-Ernährungs- und Landwirtschaftsorganisation FAO in Rom. Nebenher berichtete er weiterhin regelmäßig für den Hörfunk über internationale Themen und publizierte 1974 die demografische Untersuchung Stehplatz für Milliarden? bei der Deutschen Verlags-Anstalt.
Von 1991 bis 1997 war Loesch Berater der Consultative Group on International Agricultural Research (CGIAR) bei der Weltbank in Washington, D.C. und Redakteur der Zeitschrift CGIAR News. Seit 2000 redigiert er die mehrsprachige Online-Zeitschrift germanpages.de – Deutsche Rundschau, die er in der Tradition der Deutschen Rundschau sieht.
Loesch ist Dr. oec. publ. und Diplom-Volkswirt.

## Werke
- Stehplatz für Milliarden? Hrsg.  Henrich von Nussbaum, 1. Auflage, Deutsche Verlags-Anstalt, Stuttgart 1974, ISBN 3-421-02671-8. Zweitauflage in Lizenz, Deutscher Taschenbuch-Verlag, München 1977. ISBN 3-423-01198-X.